# Xenorhina obesa
Xenorhina obesa är en groddjursart som först beskrevs av Richard G. Zweifel 1960.  Xenorhina obesa ingår i släktet Xenorhina och familjen Microhylidae. IUCN kategoriserar arten globalt som livskraftig. Inga underarter finns listade i Catalogue of Life.
Arten har observerats på Papua Nya Guinea, och Västpapua i Indonesien.